# 大阪情報箱
『大阪情報箱』（おおさかじょうほうボックス）は、2008年7月27日までテレビ大阪 (TVO) で放送されていた大阪府の広報番組である。提供：大阪府。製作協力：東通企画。番組終了時の放送時間は毎週日曜 13:55 - 14:00 （日本標準時）。

## 概要
放送当時の大阪府が行っていた事業・イベント、そして大阪府民の生活・仕事・遊びに役立つ情報を紹介していたミニ番組。番組終了時のメインキャスターは服部美貴で、紹介する情報によっては代走みつくになどの松竹芸能所属のお笑い芸人が出演することもあった。番組は聴覚障害者向けの手話通訳を行っていた。
テレビ大阪が1982年の開局時から行っていた大阪府提供番組の放送は、本番組の最終回をもって幕を閉じた。